# Taxidea
Таксідея (Taxidea) — рід хижих ссавців із родини мустелових.

## Систематика Taxidiinae
Підродина Taxidiinae
Рід Taxidea
Види: T. taxus, †T. mexicana
Рід †Chamitataxus
Вид Ch. avitus
Рід †Pliotaxidea
Вид: P. garberi, P. nevadensis